# IPad mini (第一代)

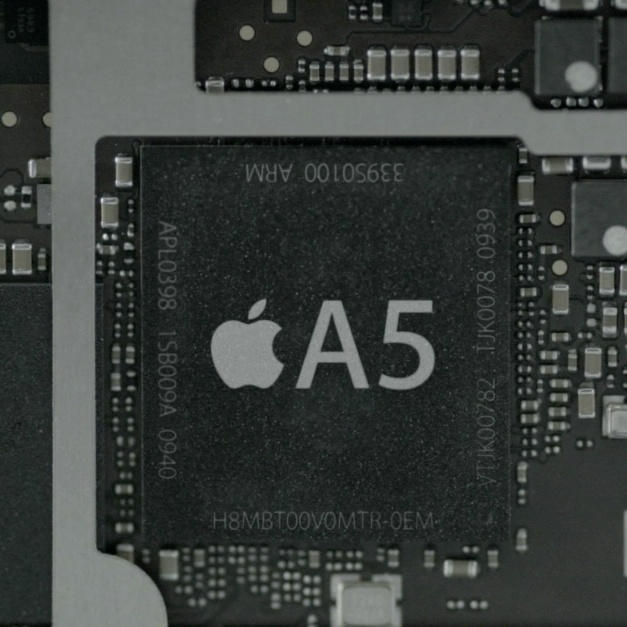
iPad mini中的32nm制程的Apple A5

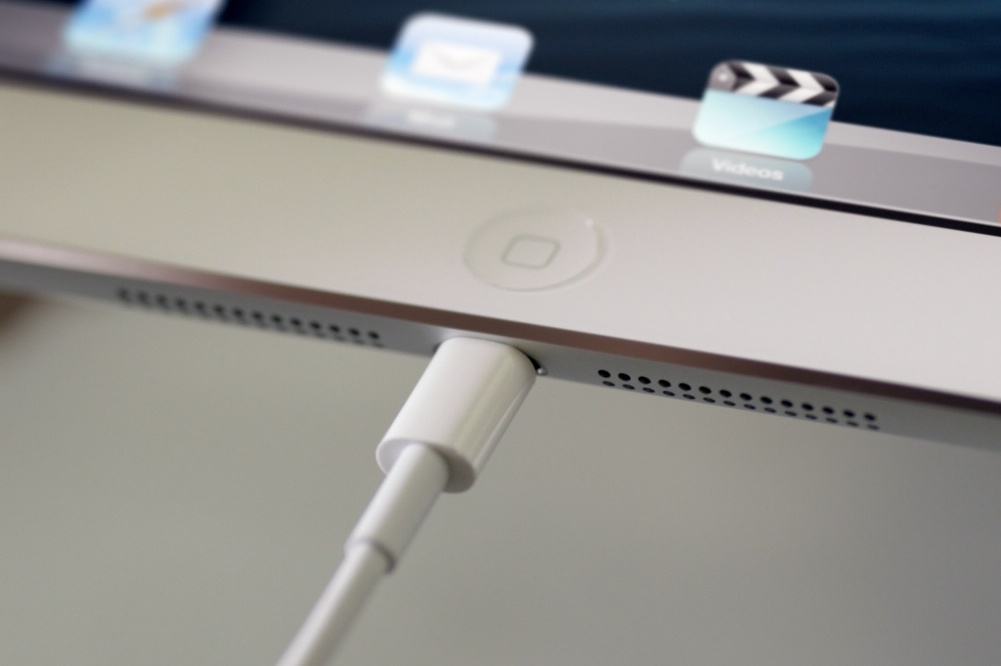
iPad mini配备的Lightning接头和插座。

iPad mini（技术上称第一代iPad mini，而iPad mini 1为俗称）是蘋果公司設計、開發及銷售的平板電腦，2012年10月23日於美国加州聖荷西發佈，是iPad系列中首部設有7.9吋屏幕、並爲體型最輕巧便攜的型號。一般常被人與Kindle Fire、Nexus 7相競比較。
2013年10月22日，蘋果公司發佈配備的iPad mini（iPad mini 2）。原有的iPad mini仍繼續供售容量16GB機型，但32GB以上則不再提供。

## 发售
iPad mini於2012年11月2日起付運。
台灣上市時間為2012年12月14日。

## 硬件
iPad mini 採用7.9吋、1024 × 768 解像度顯示屏，500 萬像素後置 iSight 鏡頭，120 萬像素前置 FaceTime HD 鏡頭，處理器等硬件規格大致與iPad 2相同；但採用與 iPhone 5相同的 Lightning連接線作充電或資料傳送。此外，iPad mini有立体声揚聲器。

## iPad 时间线
|  |

## 資料來源
1. ↑  .   [2012-10-23]. （原始内容存档于2014-01-01）.
2. ↑  . Gadgetian.   [2012-10-23]. （原始内容存档于2013-03-09）.
3. ↑  . WeiPhone威鋒網.   [2012-11-02]. （原始内容存档于2012-11-02）. 另有一個較明顯的區別：兩個揚聲器——蘋果首款配備立體揚聲器的手持設備。
4. ↑  Apple Inc. (2010–2011). iPad News - Newsroom Archive. Retrieved 2018-06-07.